# Molly Moons hypnotiska tidsresa
Molly Moons hypnotiska tidsresa (originaltitel Molly Moon's hypnotic time-travel) är den fjärde delen i Georgia Byngs barn- och ungdombokserie. Den utkom 2005 och gavs ut i svensk översättning samma år.
I denna fantasybok får man följa den unga hypnosmästaren Molly Moons äventyr. I denna bok blir hon kidnappad till 1800-talets Indien av maktgalne Maharadja Waqt. Maharadjan är en skicklig tidsresenär, och det är något som även Molly lär sig så småningom.